# Aridarum
Aridarum é um género botânico da família das aráceas.

## Espécies
- Aridarum annae
- Aridarum borneense
- Aridarum burttii
- Aridarum caulescens
- Aridarum hansenii
- Aridarum incavatum
- Aridarum longipedunculatum
- Aridarum montanum
- Aridarum nicolsonii
- Aridarum purseglovei
- Aridarum rostratum